# Tempête tropicale Edouard (2002)
Pour les articles homonymes, voir Cyclone tropical Edouard.
Edouard est la cinquième tempête tropicale de la saison. Il est également le premier d'une série de huit cyclones tropicaux qui se formeront durant le mois de septembre, un nouveau record face à la Saison cyclonique 2000 dans l'océan Atlantique nord, qui sera égalé en 2007. Edouard a une origine non tropicale, et parviendra à se développer dans un environnement qui ne lui est pas particulièrement favorable. Il touchera la Floride, avant d'être absorbé par Fay.

## Évolution météorologique
Les origines d'Edouard remontent au 25 août. Un front froid affaibli amène la formation d'une perturbation de surface au sud-ouest des Bermudes. Une faible activité pluvio-orageuse s'y associe. Descendant vers le sud-est, le système passe au large des Bahamas pour arriver au nord d'Hispaniola. Il rencontre ici un creux barométrique d'altitude, et la convection s'organise. La dépression remonte ensuite vers le nord-ouest. Le 31 août, une première reconnaissance aérienne établit que la perturbation reste mal structurée, et aucune circulation cyclonique n'est relevée, les vents s'établissant en rafales à 30 ou 40 kilomètres par heure. Malgré tout, la dépression tropicale Cinq se forme le lendemain soir.
Les conditions sont alors particulières. L'environnement est marqué par l'absence de flux directeur notable, ce qui fait qu'Edouard se déplace lentement et reste très sensible au moindre changement de direction de flux. De plus, un fort vent d'ouest/nord-ouest restera présent en permanence, ce qui donne un cisaillement du vent horizontal omniprésent.
La dépression s'intensifie donc lentement, et devient une faible tempête tropicale le 2 septembre, s'orientant au nord-est, puis à l'est.
Il connaît le 3 septembre, vers 12h00 UTC dans des conditions très défavorables, une hausse passagère de ces vents. Il atteint alors son pic d'intensité avec des vents soutenus à 102 km/h. Edouard reste cependant totalement dissymétrique. La convection, et donc la circulation cyclonique, se maintiennent au nord et à l'ouest, mais très faiblement dû au cisaillement du vent.

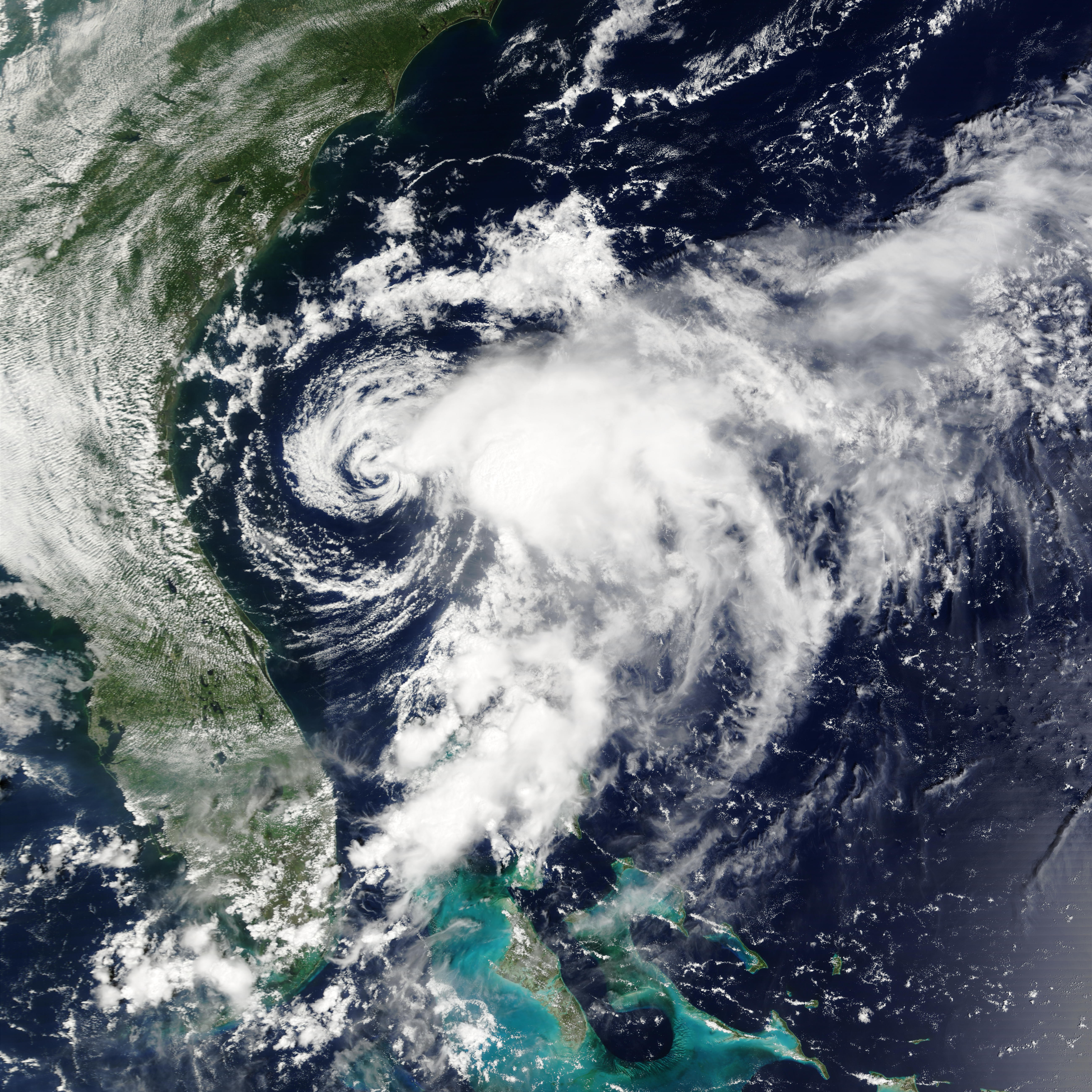

La photo satellite le montre bien, avec un centre très dégagé. Seule, au sud, affectant les îles nord des Bahamas, et à l'est, l'activité convective se maintient. De plus, de l'air sec à moyenne et haute altitude s'infiltre dans la circulation cyclonique. Durant la journée du 3, Edouard est pratiquement stationnaire, bloqué dans son mouvement vers l'est par un anticyclone. Dans la soirée, une crête barométrique d'altitude se développe au nord, et emmène Edouard dans un flux d'ouest-sud-ouest. Il s'est alors de nouveau affaibli, soutenant des vents à 65 km/h. Les prévisions montraient la possibilité qu'Edouard faiblisse en dépression tropicale avant de toucher la Floride, et une alerte de tempête tropicale n'est pas immédiatement lancée. Edouard maintient malgré tout, dans la journée du 4, des poussées sporadiques de convection profonde et il soutient des vents de 65 km/h, ce qui lui évite d'être rétrogradé.
Le 5 septembre à 00h45 UTC, Edouard touche terre à Ormond Beach et s'affaiblit en dépression tropicale. La convection sur son flanc est, qui reste quelques heures supplémentaires en mer, lui évite néanmoins d'être totalement dispersé durant la traversée de la péninsule. Il est alors pris dans un flux de nord-est, en lien avec la formation d'une dépression sur le golfe du Mexique, future Fay. Dans l'après-midi, il émerge à Crystal River, dans le golfe du Mexique. Très affaibli, il est pris dans la circulation cyclonique de Fay, puis est absorbé.

### Préparatifs

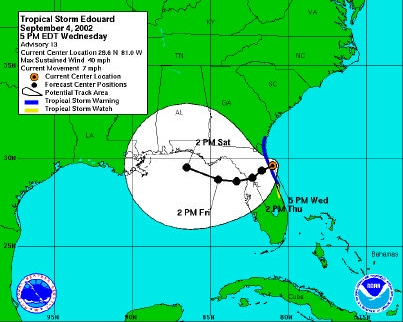

Une première veille de tempête tropicale est émise le 2 septembre de Titusville à Brunswick. Les prévisionnistes envisagent en effet la possibilité qu'Edouard tourne dans les heures à venir à l'ouest, et frappe la Floride. Elle sera révisée en alerte de tempête tropicale de Fernandina Beach à l'embouchure de la Savannah, Edouard s'orientant résolument au nord, tout en s'intensifiant. Il tournera finalement à l'est.
Le 4 septembre, une nouvelle veille est émise de Titusville à Fernandina Beach. Elle ne sera revue en alerte que plus tard dans la journée, lorsque les prévisionnistes auront la certitude qu'Edouard se maintenait faiblement, mais se maintenait, en tant que tempête tropicale.

### Impacts
Aux Bahamas, le passage de la perturbation initiale fin août sera passé pratiquement inaperçue. Le passage d'Edouard le 3 et 4 septembre sera tout ici discret.
En Floride, Edouard aura peu de conséquence. La plus violente rafale relevée fut de 60 km/h. Comme toujours pour une tempête tropicale, ce sont les précipitations qu'il faut regarder. Elles furent peu abondantes, excédant rarement 75 millimètres. Le Comté de DeSoto est le seul à avoir enregistré plus de 120 millimètres de pluies durant l'épisode, avec un total approchant par endroits les 200 millimètres.
Aucune estimation chiffrée des dommages n'existe, ceux-ci restant limités. Les précipitations n'amenèrent que des inondations de rue et quelques débordement locaux. Edouard ne fit aucune victime.

## Galerie
Cette série de photo montre l'évolution d'Edouard du 2 septembre à 18h00 UTC (12 heures après son passage en tempête tropicale) au 4 septembre à 20h15 UTC (4 heures avant de toucher terre). On peut remarquer à chaque fois la faiblesse convective à l'ouest et au nord d'Edouard. Les deux grandes masses nuageuses représentent à chaque fois le quadrant est et sud d'Edouard, qui encadrent un centre bien pauvre en orages.

Edouard, le 2 septembre à 18h00 UTC (seul moment où le centre est noyé dans la masse nuageuse, bien qu'il reste excentré)
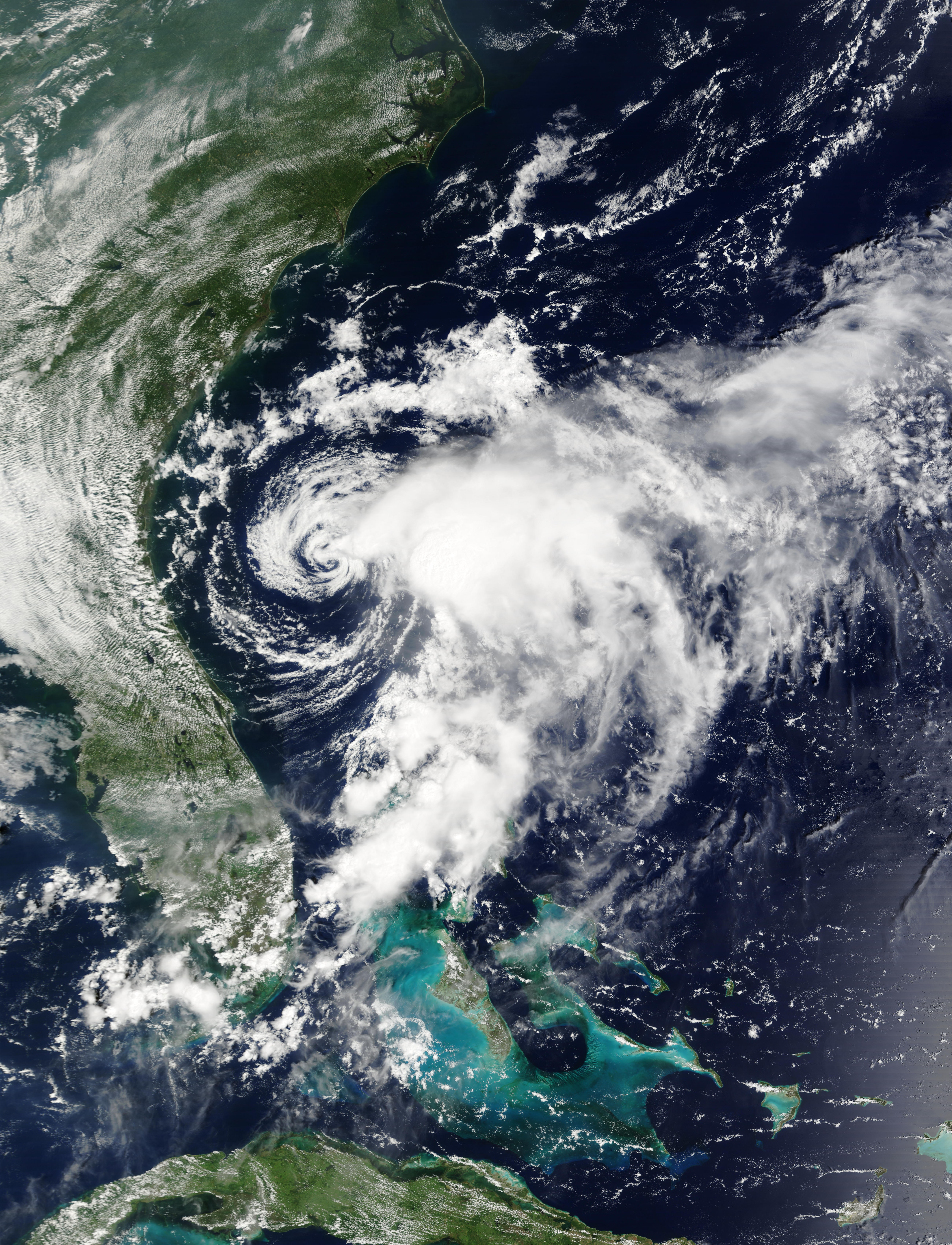
Edouard, le 3 septembre à 15h35 UTC (peu après son pic d'intensité)
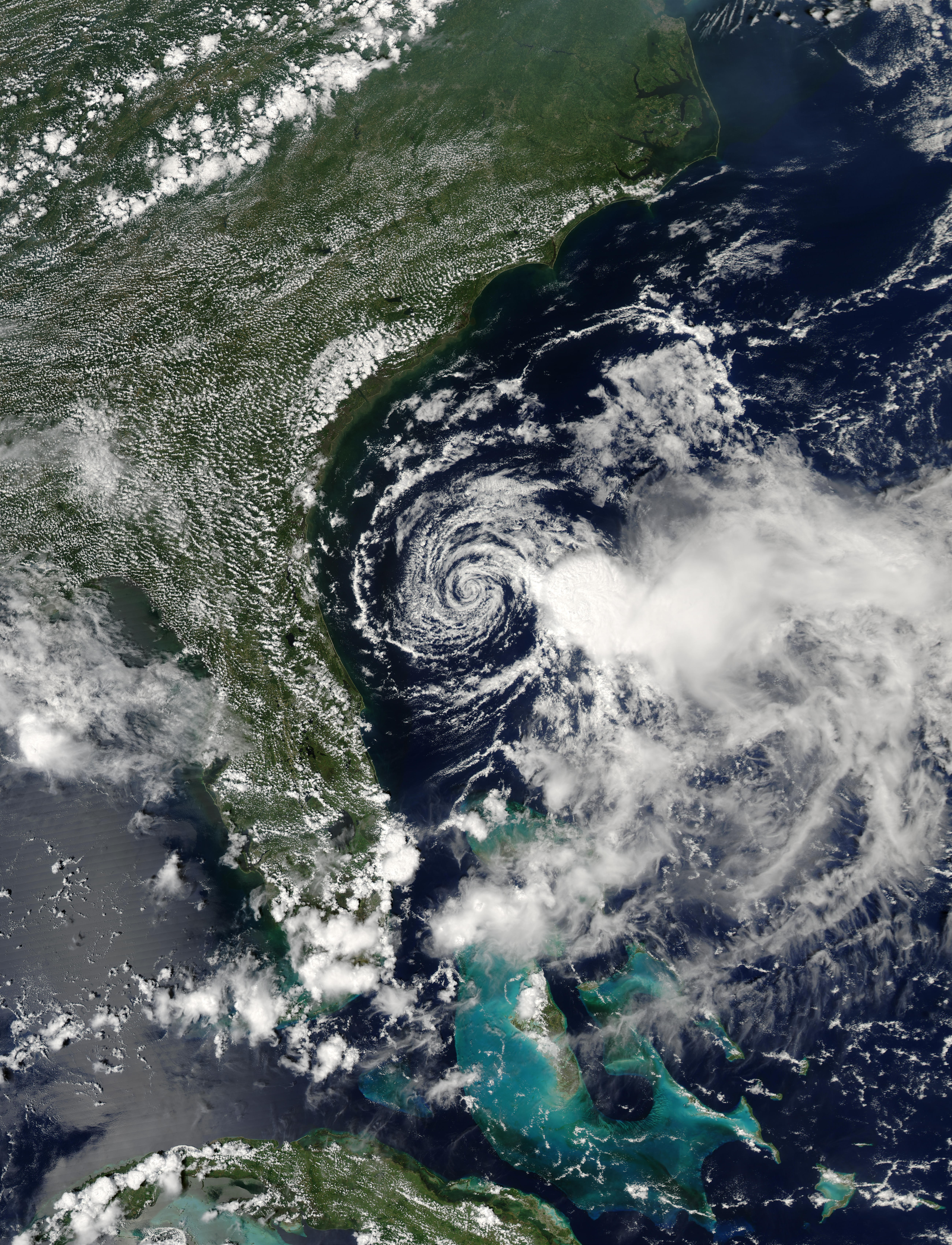
Edouard le 3 septembre à 15h45 UTC
Edouard le 4 septembre à 16h20 UTC, peu avant de toucher terre
Edouard le 4 septembre à 20h15 UTC, (le centre est bien l'espace dégagé au nord des masses nuageuses, par 30° de latitude nord environ)